# Hyperradiální Fresnelova čočka

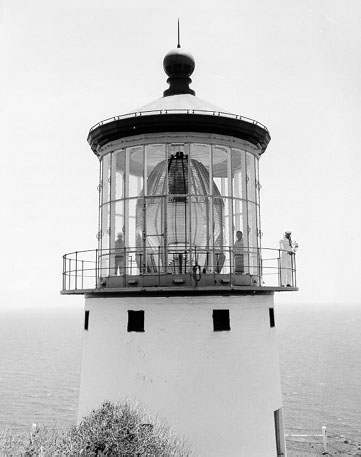
Lucerna majáku Makapuu Point Light, na níž je vidět hyperradialní čočka uvnitř lucerny; velikost lze porovnat s lidmi na ochozu

Hyperradiální Fresnelova čočka (anglicky hyper-radial nebo hyperradiant) je větší než Fresnelova čočka prvního řádu, její ohnisková vzdálenost (poloměr) byla 1330 mm. O této myšlence se zmínil Thomas Stevenson v roce 1869, poprvé ji navrhl John Richardson Wigham v roce 1872 a znovu ji navrhl Thomas Stevenson v roce 1885 (porušil Wighamův patent).

## Historie
Vývoj hyperradiální a mezoradiální čočky vznikl na základě konstrukcí nových výkonných světelných hořáků. Několika knotové hořáky přešly na nové palivo jako je petrolej. John Wigham vyvinul plynový hořák, který podle viditelnosti mohl z 28 trysek postupně použít až 108 trysek. Takovéto světelné zdroje vydávaly žár, který způsoboval praskání čoček.
Jako první s myšlenkou na vývoj hyperradiální čočky přišel Thomas Stevenson, který svůj návrh přednesl v roce 1869 a který nebyl přijat. 
V roce 1877 se John Wigham obrátil na francouzskou firmu F. Barbier v Paříži s žádosti o návrh, zhotovení výkresů a cenovou nabídku. Na výrobu čoček však neměl sílu.
Během zkoušek světel majáků v letech 1884–1885 v jihovýchodní Anglii se David A. Stevenson a jeho bratr Charles A. Stevenson obrátili na firmu F. Barbier s žádostí o výrobu větší skupiny čoček. Firma jim navrhla výrobu čočky s ohniskovou vzdáleností 1330 mm podle návrhu Johna Wighama. A tak první hyperradiální čočku vyrobila v roce 1885 společnost F. Barbier jako zkušební čočku pro zkoušku osvětlení majáku, která tehdy probíhala na majáku South Foreland ve Spojeném království.
Tyto čočky byly původně pojmenovány biformní a později Wighamem triformní a kvadriformní čočkami. Thomas Stevenson používal termín hyperradientní čočky a později je James Kenward ze společnosti Chance Brothers Glass Company přejmenoval na hyperradiální čočky.

## Výroba a výrobce
Hyprradiální čočky byla vyráběny ve třech verzích.
První verze byla totožná s Fresnelovou čočkou prvního řádu, jen s většími rozměry. Např. čočka umístěna na majáku Roun Island byla dvojitá, vysoká 4,6 m a vážila více než osm tun. Pro takové čočky musela být postavena lucerna větších rozměrů jak v průměru, tak výšce.
Druhá verze byla vyvinuta v roce 1891 Charlesem Stevensonem. Ve vzdálenosti 1330 mm od ohniska byla umístěna vypouklá čočka a každý další prstenec hranolů byl umístěn dál od ohniska. Takové čočky byly umístěny na majáku Fair Isle North v roce 1892.
Třetí veze se opět skládala z centrální vypouklé čočky ve vzdálenosti 1330 mm od ohniska, ale rovnoramenné hranoly byly do úhlu 20° umístěny blíže ohniska a další pak od ohniska. Tato verze byla instalována v roce 1895 na majáku Skerry Sule ve Skotsku.
První hyperradiální čočku vyrobila firma F. Barbier v Paříži, kterou založili v roce 1862 Frédéric Barbier a Stanislas Fenestre. Na konci 20. století nesla název Barbier, Bénard et Turenne (BBT) a zanikla v roce 1982.
V Anglii se výrobou zabývala nejvýznamnější sklářská firma Chance Brothers Glass Company v Birminghamu, která vyrobila první hyperradiální čočku ve Velké Británii v roce 1887. Mimo přesných čoček vyráběla i hyperradiální čočky a otáčecí mechaniky optiky.
Třetím výrobcem hyperradiálních čoček byla společnost Henry-Lepautre, která spolupracovala s Augustinem Fresnelem. Její výrobní program se specializoval na výrobu hodin a rotačních optických mechanismů.

## Použití
Hyperradiální Fresnelovy čočky byly největšími čočkami, které kdy byly uvedeny do provozu, a byly instalovány asi ve dvou desítkách velkých pobřežních majáků po celém světě. Mezi příjemci jsou například maják Makapu'u Point na ostrově Oahu na Havaji, maják na Cabo de São Vicente v Portugalsku, maják Manora Point v pákistánském Karáčí, maják Bishop Rock u pobřeží Cornwallu (ve Velké Británii), maják Cabo de Santa Marta v Brazílii a Cape Race na Newfoundlandu. Ve dvacátých letech 20. století se čočky této velikosti staly zastaralými kvůli novým technologiím vysoce svítivých lamp, ale dodnes se používají v přibližně tuctu velkých majáků, například v Brazílii v majáku Farol de Santa Marta a v Portugalsku v majáku Cabo de São Vicente.
Hyperradialní čočky byla nainstalovány v jednatřiceti majácích po celém světě včetně dvou mezoradiálních čoček. Velká část byla určena pro majáky v okolí Velké Británie a Irska, další čtyři byly použity na místech kolem Srí Lanky. Navzdory zdokonalení světelné techniky se jich řada používá dodnes. Další jsou v muzeích, buď vystavené nebo uskladněné. Zbytek byl rozbit nebo ztracen.

## Majáky
V níže uvedené tabulce je uveden přehled majáků, na kterých byly umístěny hyperradiální a mezoradiální čočky (podle zdrojů).
| maják               | obrázek | lokace souřadnice                                           | země           | výrobce          | rok  | poznámky |
| ------------------- | ------- | ----------------------------------------------------------- | -------------- | ---------------- | ---- | --- |
| Barberyn            |         | Barberyn 6°27′48,6″ s. š., 79°58′5,88″ v. d.                | Srí Lanka      | Chance           | 1888 | funkční Fl W 20s. čočka odstraněna |
| Bazaruto            |         | Bazaruto 21°31′57,72″ j. š., 35°29′9,96″ v. d.              | Mosambik       | Barbier & Bénard | 1913 | Čočka je stále na místě, ale značně poškozená |
| Beiyushan           |         | ostrov Jü-šan 28°53′3,12″ s. š., 122°15′37,8″ v. d.         | Čína           | Barbier          | 1895 | |
| Bell Rock           |         | Inchcape 56°26′3,12″ s. š., 2°23′14,28″ z. d.               | Velká Británie | Henry-Lepautre   | 1902 | |
| Berlenga            |         | Berlengas 39°24′47,88″ s. š., 9°30′29,88″ z. d.             | Portugalsko    | Barbier & Bénard | 1897 | Tři panely hyperradiální čočky demontovány v roce 1985. Jeden panel v muzeu majáku Santa Marta v Cascais, dva panely jsou v lisabonském muzeu Direção de Faróis |
| Bishop Rock         |         | ostrov Scilly 49°52′22,44″ s. š., 6°26′44,52″ z. d.         | Velká Británie | Chance           | 1887 | |
| Buchan Ness         |         | Boddam, Aberdeenshire 57°28′13,44″ s. š., 1°46′28,2″ z. d.  | Velká Británie | Chance           | 1910 | |
| Bull Rock           |         | ostrov Dursey 51°35′31,2″ s. š., 10°18′3,6″ z. d.           | Irsko          | Barbier          | 1888 | |
| Cabo de São Vicente |         | Mys svatého Vincence 37°1′23,16″ s. š., 8°59′45,96″ z. d.   | Portugalsko    | Barbier & Bénard | 1906 | |
| Cap d'Antifer       |         | La Poterie-Cap-d'Antifer 49°41′0,6″ s. š., 0°9′55,44″ v. d. | Francie        | F. Barbier       | 1894 | Odstraněna 29. srpna 1944, |
| Cape Race           |         | mys Race 46°39′31,32″ s. š., 53°4′25,68″ z. d.              | Kanada         | Chance           | 1907 | |
| Dondra Head         |         | Dondra Head 5°55′16,68″ s. š., 80°35′38,76″ v. d.           | Srí Lanka      | Chance           | 1888 | |
| Fair Isle North     |         | Fair Isle 59°33′7,56″ s. š., 1°36′35,28″ z. d.              | Velká Británie | Barbier          | 1892 | |
| Flannan Isles       |         | Flannan Isles 58°17′17,16″ s. š., 7°35′16,44″ z. d.         | Velká Británie | Henry-Lepautre   | 1899 | |
| Great Basses Reef   |         | Southern Province 6°10′55,56″ s. š., 81°28′58,8″ v. d.      | Srí Lanka      | Chance           | 1888 | |
| Hyskeir             |         | Hyskeir 56°58′9,84″ s. š., 6°40′49,44″ z. d.                | Velká Británie | Chance           | 1904 | |
| Kinnaird Head       |         | Kinnaird Head 57°41′51,72″ s. š., 2°0′14,04″ z. d.          | Velká Británie | Chance           | 1902 | |
| Little Basses Reef  |         | Southern Province 6°24′26,28″ s. š., 81°43′48,72″ v. d.     | Srí Lanka      | Chance           | 1888 | |
| Makapuu Point       |         | Oahu 21°18′35,64″ s. š., 157°38′58,92″ z. d.                | USA            | Barbier          | 1887 | Stále na místě a v provozu. V roce 2008 oprava. |
| Manora Point        |         | Manora 24°47′38,04″ s. š., 66°58′39″ v. d.                  | Pákistán       | Chance           | 1908 | |
| Mew Island          |         | ostrovy Copeland 54°41′54,96″ s. š., 5°30′48,96″ z. d.      | Velká Británie | Barbier          | 1928 | V roce 2014 byla vyjmuta, zrenovována a přemístěna do Titanic Quarter v Belfastu jako turistická atrakce známá jako Great Light (Velké světlo).                 |
| Nólsoy              |         | Nólsoy 61°57′26,28″ s. š., 6°36′52,56″ z. d.                | Faerský ostrov | Barbier          | 1893 | |
| Orfordness          |         | Orford Ness 52°5′2,04″ s. š., 1°34′27,12″ v. d.             | Velká Británie | Chance           | 1908 | |
| Pakri               |         | Pakri 59°23′14,64″ s. š., 24°2′15,72″ v. d.                 | Estonsko       | Barbier          | 1889 | Během druhé světové války v roce 1941 byl maják značně poškozen a čočka ztracena.                                                                               |
| Pladda              |         | Pladda 55°25′30,36″ s. š., 5°7′6,24″ z. d.                  | Velká Británie | Chance           | 1901 | |
| Round Island        |         | Scilly 49°58′44,4″ s. š., 6°19′23,16″ z. d.                 | Velká Británie | Chance           | 1888 | Odstraněna v roce 1966 |
| Rua Reidh           |         | Wester Ross 57°51′31,68″ s. š., 5°48′42,12″ z. d.           | Velká Británie | Chance           | 1909 | |
| Santa Marta         |         | Laguna 28°36′11,88″ j. š., 48°48′47,88″ z. d.               | Brazílie       | Barbier          | 1891 | |
| Spurn Point         |         | Spurn 53°34′44,04″ s. š., 0°7′5,88″ v. d.                   | Velká Británie | Chance           | 1895 | |
| Sule Skerry         |         | Sule Skerry 59°5′4,92″ s. š., 4°24′26,28″ z. d.             | Velká Británie | Barbier          | 1895 | |
| Tory Island         |         | ostrov Tory 55°16′22,8″ s. š., 8°14′56,4″ z. d.             | Irsko          | Chance           | 1887 | |

Mesoradiální čočky se dochovaly na dvou majácích v Brazílii a obě jsou v provozu.
| maják     | obrázek | lokace souřadnice                                                | země     | výrobce                                              | rok  | poznámky |
| --------- | ------- | ---------------------------------------------------------------- | -------- | ---------------------------------------------------- | ---- | -------- |
| Abrolhos  |         | ostrov Santa Bárbara – Abrolhos 17°57′48″ j. š., 38°41′30″ z. d. | Brazílie | BBT                                                  | 1898 |          |
| Ilha Rasa |         | Guanabara 23°3′50,11″ j. š., 43°8′45,31″ z. d.                   | Brazílie | Barbier & Bénard nebo Lepaute et Sautter & Lemonnier | 1909 |          |